# Liste des monuments classés de Ganshoren
Cet article recense le patrimoine immobilier protégé à Ganshoren. Le patrimoine immobilier protégé fait partie du patrimoine culturel en Belgique.
|   | Le bien                            | Date de clas.     | Année       | Architecte    | Style                   | Adresse                                                  | Coordonnées                 | ID          | Photo |
| - | ---------------------------------- | ----------------- | ----------- | ------------- | ----------------------- | -------------------------------------------------------- | --------------------------- | ----------- | ----- |
| 1 | Château de Rivieren et parc        | 4 octobre 1983    |             |               | Château                 | Dreve du château 46 - 66                                 | 50° 52′ 36″ N, 4° 18′ 52″ E | 2083-0002/0 |       |
| 2 | Étangs des Tarins                  | 10 septembre 1998 |             |               | Site Semi naturel       | Avenue Mathieu de Jonge, Avenue des quatre vingts Hêtres |                             | 2083-0004/0 |       |
| 3 | Ferme Paelinck et ses abords       | 9 juillet 1998    |             |               | Architecture rurale     | Rue Léopold Demesmaeker 25                               | 50° 52′ 24″ N, 4° 18′ 27″ E | 2083-0005/0 |       |
| 4 | Maison Hellinckx                   | 28 juin 2001      | 1910        |               | Maison Art nouveau      | Avenue Broustin 110                                      | 50° 52′ 02″ N, 4° 19′ 17″ E | 2083-0009/0 |       |
| 5 | Maison Vandevelde                  | 16 juillet 2015   | 1922        | Antoine Pompe | Art déco, Cottage       | Avenue Jacques Sermon 25                                 | 50° 52′ 05″ N, 4° 19′ 17″ E | 2083-0016/0 |       |
| 6 | Prairies marécageuses de Ganshoren | 9 mai 1995        |             |               | Site semi-naturel       | Avenue Van Overbeke                                      | 50° 52′ 48″ N, 4° 18′ 15″ E | 2083-0003/0 |       |
| 7 | Résidence Basilique                | 19 avril 2007     | 1938 - 1953 | Jean Delhaye  | Immeuble à appartements | Avenue Charles-Quint 122 - 124                           | 50° 52′ 11″ N, 4° 18′ 31″ E | 2083-0012/0 |       |
| 8 | Vallon du Molenbeek à Ganshoren    | 28 juin 2012      |             |               | Vallon                  | Rue Vanderveken, Rue Nestor Martin                       | 50° 52′ 25″ N, 4° 17′ 51″ E | 2083-0010/0 |       |